# 武田純三
武田 純三（たけだ じゅんぞう、1949年 - ）は、日本の医学者、麻酔科医。慶應義塾大学医学部教授、慶應義塾大学病院院長、日本心臓血管麻酔学会理事長、元日本麻酔科学会理事長。愛知県名古屋市出身。

## 略歴
- 1949年 愛知県生まれ
- 1967年 慶應義塾高等学校卒業
- 1973年 慶應義塾大学医学部卒業
- 1973年 慶應義塾大学医学部麻酔科卒後訓練医
- 1983年 メリーランド大学医学部麻酔科
- 1985年 国立東京第二病院麻酔科医長
- 1987年 慶應義塾大学医学部麻酔科講師
- 1988年 慶應義塾大学医学部一般集中治療室副部長兼務
- 1993年 慶應義塾大学医学部麻酔科助教授
- 1997年 慶應義塾大学医学部麻酔学教室教授、一般集中治療室部長
- 2005年 慶應義塾大学医学部長補佐
- 2009年 慶應義塾大学病院院長

## 主な研究領域
- 呼吸中枢
- 虚血再灌流障害
- 急性肺損傷
- 麻酔と血液凝固
- 非侵襲的心拍出量モニタの開発
- 緩和医療

## 著作
- 『ロクロニウムの基礎と臨床』(真興交易医書出版部)
- 『麻酔看護のポイント360』(メディカ出版)
- 『デスフルランの使い方』(真興交易医書出版部)
- 『スガマデクスの基礎と使い方―筋弛緩回復剤』(真興交易医書出版部)

### 共編著
- (Ronald D. Miller)：『ミラー麻酔科学』(メディカルサイエンスインターナショナル)
- (笠貫宏・野村実)：『ACC/AHA非心臓手術患者の周術期心血管系評価ガイドライン』(メディカルサイエンスインターナショナル)
- (Albert C.,Jr. Perrino・Scott T. Reeves)：『周術期経食道心エコー実践法』(真興交易医書出版部)
- (高野学美・忍田純哉)：『合併症患者の麻酔スタンダード 』(克誠堂出版)
- (田中健一)：『麻酔科医・集中治療医に必要な血液凝固、抗凝固、線溶系が分かる本』(真興交易医書出版部)
- (小板橋俊哉)：『デクスメデトミジンの使い方』(真興交易医書出版部)
- (森田茂穂)：『麻酔実践テキスト』(南江堂)
- (森田茂穂ほか)：『心臓血管麻酔の進歩―第9回国際心臓血管麻酔学会記念出版』(真興交易(株)医書出版部)
- (Burnell R.,Jr. Brownほか)：『麻酔と臓器移植』(真興交易医書出版部)